# Petäjävesi
Petäjävesi és un municipi al centre de Finlàndia. Té una població de 4.072 habitants i una extensió de 495,39 km², dels quals 39,01 km² són d'aigua. En aquesta població hi ha situada l'Antiga església de Petäjävesi.